# Kim Jin-young
Kim Jin-young (kor. 김진영; ur. 13 lutego 2003) – południowokoreańska aktorka.

## Życiorys
Zadebiutowała w 2016 występując wówczas w filmie krótkometrażowym Sleeping wcielając się w rolę Jin-young. W 2019 zagrała w filmie Family Affair, który miał swoją premierę podczas 24. Międzynarodowego Festiwalu Filmowego w Pusan.
W 2022 wcieliła się w rolę Kim Ji-min w serialu Netflixa All Of Us Are Dead.

## Filmografia

### Filmy
| Rok  | Tytuł                  | Rola      | Źr.    |
| ---- | ---------------------- | --------- | ------ |
| 2016 | Sleeping               | Jin-young | [ 1 ]  |
| 2019 | Family Affair          | Gyu-rim   | [ 7 ]  |
| 2019 | The Fault Is Not Yours | Hyun-jung | [ 8 ]  |
| 2020 | Girl Malsuk            | Jin-yeong | [ 9 ]  |
| 2024 | Tarot                  | Dong-In   | [ 10 ] |

### Seriale
| Rok  | Tytuł              | Rola       | Źr.   |
| ---- | ------------------ | ---------- | ----- |
| 2022 | All of Us Are Dead | Kim Ji-min | [ 6 ] |